# Miguel White
Miguel S. White (* 9. Oktober 1909; † 30. August 1942) war ein philippinischer Leichtathlet philippinisch-amerikanischer Herkunft. Er gewann bei den Olympischen Spielen 1936 die Bronzemedaille im 400-Meter-Hürdenlauf.

## Karriere
White trat 1936 in Berlin über beide Hürdendistanzen (110 m und 400 m) an. Am 3. August gewann er den dritten Vorlauf auf der 400-Meter-Strecke in 53,4 Sekunden und schlug dabei den Kanadier John Loaring, der als Vorlaufzweiter aber ebenfalls ins Halbfinale aufrückte. Im Halbfinale am 4. August lief White erneut 53,4 Sekunden und belegte damit den zweiten Platz hinter dem US-Amerikaner Glenn Hardin. Zweieinhalb Stunden nach dem Halbfinale war das Finale angesetzt, White lief 52,8 Sekunden, Hardin gewann vor Loaring.
Am 5. August trat White zum Vorlauf über 110 Meter Hürden an, nach einem Sturz erreichte er aber nicht das Ziel. Miguel White war der einzige philippinische Medaillengewinner in Berlin.
Miguel White hatte bereits 1934 den 400-Meter-Hürdenlauf bei den Fernostmeisterschaften gewonnen. Er war 1,80 m groß, sein Wettkampfgewicht betrug 68 kg.